# Scalpay
Scalpay (gael. Sgalpaigh; Sgalpaigh na Hearadh) – wyspa w archipelagu Hebrydy Zewnętrzne, położona na zachodnim wybrzeżu Wielkiej Brytanii, należąca do Szkocji.

## Opis

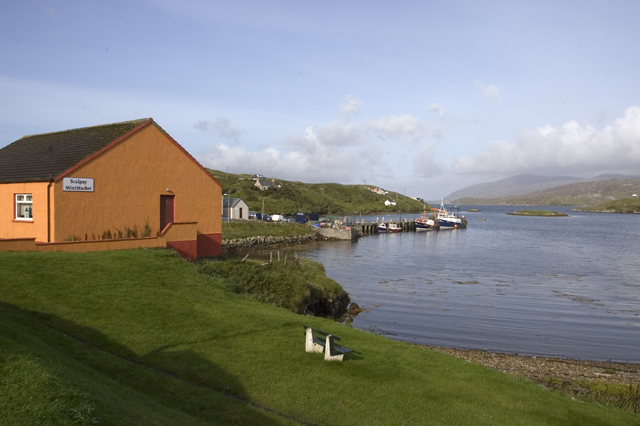
Widok na port w Scalpay

Mała wyspa w Hebrydach Zewnętrznych, leży na wschodnim wybrzeżu Harris, z którym jest połączona 300-metrowym mostem. Najwyższe Beinn Scorabhaig wzniesienie ma 104 m (341 stóp). W 1789 r. zbudowano latarnię morską w Eilean Glas na wschodnim krańcu wyspy. Dawna przystań dla odławiania śledzi obecnie koncentruje się obecnie na połowach krewetek i hodowli łososia. Wzdłuż osłoniętego zachodniego wybrzeża znajduje się wiele  nowoczesnych domów. W 2012 r. otwarto sklep i kawiarnię. Szkoła podstawowa została zamknięta z powodu malejącej liczby uczniów. 

## Populacja
W 1961 r. populacja wynosiła 470, 483 (1971), 455 (1981), 382 (1991), 322 (2001). W 2011 r. spadła do 291 mieszkańców.  

## Galeria

Scalpay
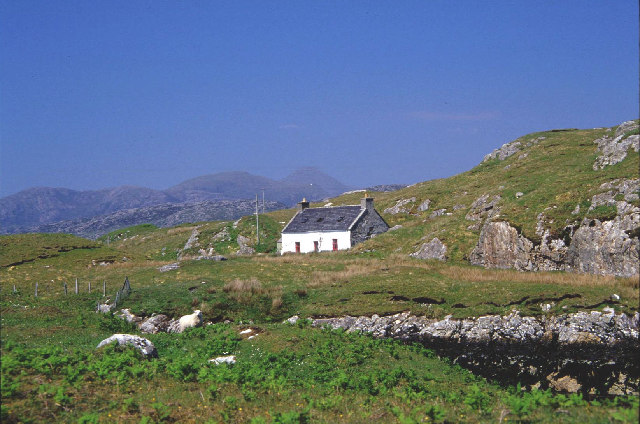
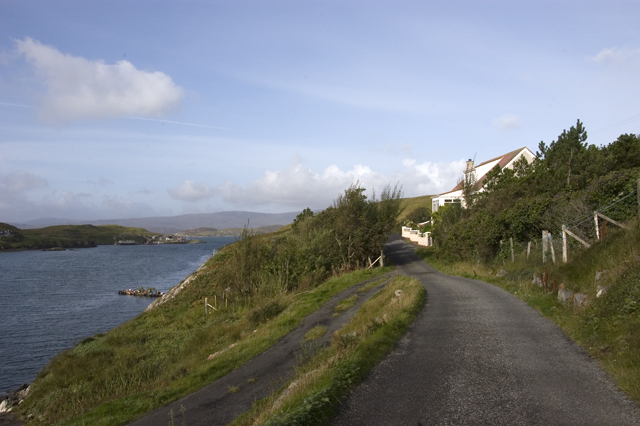
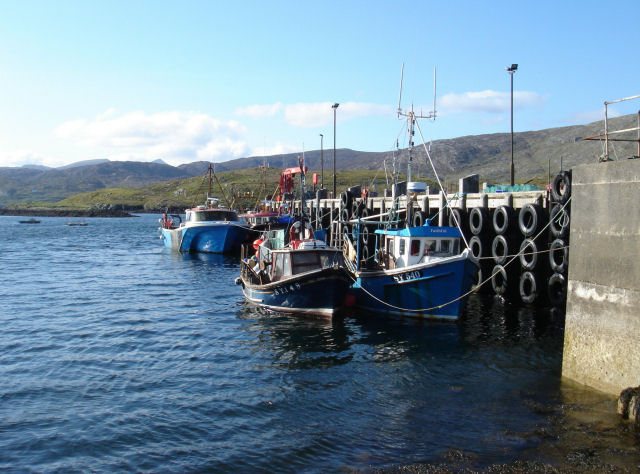
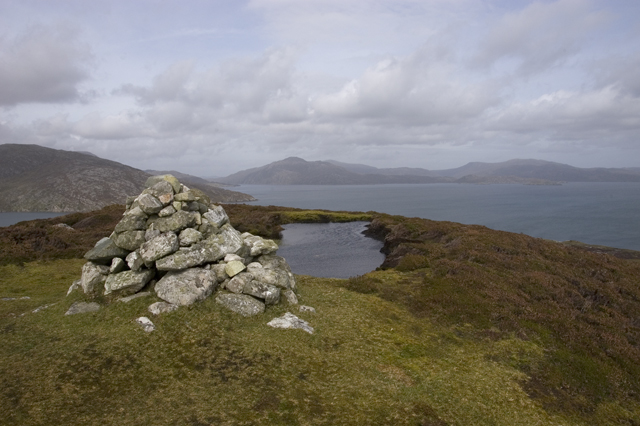